# 特奥多尔·弗洛里安
特奥多尔·弗洛里安（羅馬尼亞語：Teodor Florian，1899年7月1日—？），罗马尼亚男子橄榄球运动员。他曾代表罗马尼亚参加1924年夏季奥林匹克运动会橄榄球比赛，获得一枚铜牌。